# StEG I 500–503
Die StEG I 500–503 waren Engerth-Fink-Stütztenderlokomotiven der Staats-Eisenbahn-Gesellschaft (StEG), einer privaten Eisenbahngesellschaft Österreich-Ungarns.
Auf der Bahnstrecke Oravița–Anina herrschten ähnliche Verhältnisse wie auf der Semmeringbahn. Es gab Steigungen von bis zu 26 ‰ und Krümmungen von 114 m Radius. Die Schienen erlaubten nur einen Achsdruck von 9,5 t. Pius Fink, ein Ingenieur der StEG-Fabrik, entwarf daher eine fünffach gekuppelte Engerth-Lokomotive, wobei das zweiachsige Tendergestell über eine über dem Rahmen gelagerte Blindwelle mit den Rädern des Hauptgestells verbunden wurde. John Haswell brachte bei diesen Lokomotiven erstmals seine Gegendampfbremse zum Einsatz. In der Lokomotivfabrik der StEG wurden insgesamt vier Stück dieser Reihe gefertigt (1862 ein Stück, 1864 zwei Stück, 1867 ein Stück). Die StEG gab ihnen die Nummern 500–503 und die Namen STEYERDORF, KRASZOVA, GERLISTE und LISZAVA.
In der Praxis stellte sich schnell heraus, dass der Verbrauch von Kohle und Wasser das Reibungsgewicht der Tendermaschinen so weit herabsetzte, dass sie nicht entsprechend den Wünschen der Bahnbetreiber eingesetzt werden konnten. Die Loks wurden daher mit zur Aufnahme von Wasser und Gepäck bestimmten Beiwagen versehen.
Im Bezeichnungsschema von 1873 bekamen die vier Maschinen die Nummern 1401–1404 und die Kategorie VI zugeordnet. Bis 1891 waren bereits drei dieser außergewöhnlichen Fahrzeuge ausgemustert worden, sodass nur mehr ein Stück als TIVa 4270 zur MÁV kam, wo sie vor 1911 aus dem Bestand geschieden wurde.